# Sarah (série télévisée)
Pour les articles homonymes, voir Sarah et Time of Your Life.
Sarah (Time of Your Life) est une série télévisée américaine en 19 épisodes de 43 minutes, créée par Christopher Keyser et Amy Lippman et dont seulement douze épisodes ont été diffusés entre le 25 octobre 1999 et le 21 juin 2000 sur le réseau FOX.
En France, la série a été diffusée à partir du 13 mai 2000 sur M6, puis sur Filles TV et NRJ 12. Elle reste inédite dans les autres pays francophones.
C'est une série dérivée de La Vie à cinq (Party of Five).

## Synopsis
Sarah Reeves décide d'aller à New York à la recherche de son père biologique. Elle quitte donc Bailey et ses autres amis.
Alors qu'elle pensait rester dans la Grande Pomme seulement quelques jours, elle décide de s'installer avec une autre étudiante, Romy Sullivan. Celle-ci étudie l'art dramatique et tente de devenir actrice.
La série suit donc le quotidien de ces deux jeunes femmes : l'une à la recherche de la vérité et l'autre du succès.

## Distribution

### Acteurs principaux
- Jennifer Love Hewitt (VF : Sophie Arthuys) : Sarah Reeves Merrin
- Jennifer Garner (VF : Laura Blanc) : Romy Sullivan
- Johnathon Schaech (VF : Damien Boisseau) : John Maguire
- Pauley Perrette (VF : Véronique Desmadryl) : Cecila Wiznarski
- Diego Serrano (en) (VF : Tanguy Goasdoué) : Jesse Bayron
- Gina Ravera (VF : Barbara Delsol) : Jocelyn House

### Acteurs récurrents et invités
- Patrick Fabian : Spencer Halloway (12 épisodes)
- Allan Steele (en) : Mike (5 épisodes)
- Tom Pardoe : Tom (5 épisodes)
- Elizabeth Mitchell : Ashley Holloway (4 épisodes)

 Source et légende : version française (VF) sur RS Doublage

## Épisodes
| N° | Titre                                                  | Réalisation            | Scénario                          | Première diffusion | Diffusion française |
| -- | ------------------------------------------------------ | ---------------------- | --------------------------------- | ------------------ | ------------------- |
| 01 | La Vie à New York The Time She Came to New York        | Michael Engler         | Amy Lippman Christopher Keyser    | 25 octobre 1999    | 13 mai 2000         |
| 02 | Indépendance The Time Sarah Got Her Shih-Tzu Together  | Ellen S. Pressman (en) | Mark B. Perry (en)                | 1er novembre 1999  | 17 octobre 2000     |
| 03 | Le Temps des décisions The Time They Threw That Party  | Ellen S. Pressman      | Mark B. Perry                     | 8 novembre 1999    | 24 octobre 2000     |
| 04 | Le Bel Italien The Time She Got Mobbed                 | Michael Engler         | Ivan Menchell                     | 15 novembre 1999   | 31 octobre 2000     |
| 05 | Rivalités The Time They All Came Over for Thanksgiving | Ellen S. Pressman      | Amy Lippman Christopher Keyser    | 22 novembre 1999   | 7 novembre 2000     |
| 06 | Passé imparfait The Time the Truth Was Told            | Michael Engler         | Mark B. Perry                     | 29 novembre 1999   | 14 novembre 2000    |
| 07 | État d'urgence The Time They Had Not                   | Steven Robman (en)     | Shelley Meals Darin Goldberg (en) | 13 décembre 1999   | 21 novembre 2000    |
| 08 | Rien ne va plus The Time the Millenium Approached      | Robert Berlinger (en)  | Richard Greenberg                 | 20 décembre 1999   | 28 novembre 2000    |
| 09 | Mangeuses d'hommes The Time They Decide to Date        | Ken Topolsky (en)      | Amy Lippman Christopher Keyser    | 10 janvier 2000    | 5 décembre 2000     |
| 10 | 21 bougies The Time She Turned 21                      | Daniel Attias          | Mark B. Perry                     | 24 janvier 2000    | 12 décembre 2000    |
| 11 | Rom@nce The Time They Got E-Rotic                      | Michael Engler         | Krista Vernoff                    | 14 juin 2000       | 19 décembre 2000    |
| 12 | Sous le choc The Time Everything Changed               | Ellen S. Pressman      | Amy Lippman Christopher Keyser    | 21 juin 2000       | 26 décembre 2000    |
| 13 | Autodéfense The Time They Were Scared of the City      | Aaron Lipstadt         | Allison Robinson                  |                    | 2 janvier 2001      |
| 14 | Choix de vie The Time They Cheated                     | Michael Engler         | Mark B. Perry                     |                    | 9 janvier 2001      |
| 15 | Escroquerie The Time She Made a Temporary Decision     | Miguel Arteta          | Amy Lippman Christopher Keyser    |                    | 16 janvier 2001     |
| 16 | Réussir à tout prix The Time They Found a Solution     | Ellen S. Pressman      | Ivan Menchell Allison Robinson    |                    | 23 janvier 2001     |
| 17 | Le Monde des affaires The Time They Got Busy           | Daniel Attias          | Darin Goldberg Krista Vernoff     |                    | 30 janvier 2001     |
| 18 | Injustice The Time They Broke the Law                  | Michael Engler         | Mark B. Perry                     |                    | 6 février 2001      |
| 19 | La Fin d'une aventure The Time He Saved the Day        | Ellen S. Pressman      | Amy Lippman Christopher Keyser    |                    | 13 février 2001     |

## Commentaires
Vu le faible taux d'audience, la série a été arrêtée prématurément en 2000.